# La grande avventura del generale Palmer
La grande avventura del generale Palmer (Denver and Rio Grande) è un film del 1952 diretto da Byron Haskin.
È un western statunitense con Edmond O'Brien, Sterling Hayden, Dean Jagger, Kasey Rogers e Lyle Bettger. È incentrato sulle vicende della costruzione Denver and Rio Grande Western Railroad, fondata nel 1870. Il personaggio principale, Jim Vesser (O'Brien) e i suoi lavoratori cercano di costruire una parte della linea ferroviaria attraverso le Montagne Rocciose ma i loro rivali cercano di fermarli.

## Produzione
Il film, diretto da Byron Haskin su una sceneggiatura di Frank Gruber, fu prodotto da Nat Holt tramite la Nat Holt Productions e girato nei pressi della Denver and Rio Grande Western Railroad a Durango, in Colorado, da fine giugno all'inizio di agosto 1951.

## Distribuzione
Il film fu distribuito con il titolo Denver and Rio Grande negli Stati Uniti nel giugno 1952 al cinema dalla Paramount Pictures.
Altre distribuzioni:
- in Svezia il 3 novembre 1952 (Västerns rallare)
- nelle Filippine l'11 dicembre 1952
- in Finlandia il 26 giugno 1953 (Denver ja Rio Grande)
- in Turchia nel settembre del 1953 (Bati Geçidi) (Taistelu Lännestä)
- in Portogallo il 22 settembre 1953 (A Última Cilada)
- in Danimarca il 6 marzo 1954 (Pionerernes kamp)
- in Germania Ovest il 10 giugno 1955 (Terror am Rio Grande)
- in Austria nell'agosto del 1955 (Terror am Rio Grande)
- in Francia il 20 gennaio 1965 (Les rivaux du rail)
- in Brasile (A Garganta do Diabo)
- in Spagna (Denver y Río Grande)
- in Grecia (Pyrinoi trohoi)
- in Italia (La grande avventura del generale Palmer)
- negli Stati Uniti (Denver & Rio Grande)

## Critica
Secondo il Morandini il film è "uno dei tanti film d'avventure sulle lotte tra le compagnie ferroviarie nella seconda metà del secolo scorso".

## Promozione
La tagline è: TWO FIGHTING RAILROAD CREWS BATTLE FOR THE ONLY RIGHT OF WAY!.